# Caurel, Côtes-d'Armor
Caurel är en kommun i departementet Côtes-d'Armor i regionen Bretagne i nordvästra Frankrike. Kommunen ligger i kantonen Mûr-de-Bretagne som tillhör arrondissementet Guingamp. År 2022 hade Caurel 355 invånare.

## Befolkningsutveckling
Antalet invånare i kommunen Caurel
Referens:INSEE